# Багриновка
Багрино́вка (укр. Багринівка) — село в Каменецкой сельской общине Черновицкого района Черновицкой области Украины.
Население по переписи 2001 года составляло 1456 человек. Почтовый индекс — 60441. Телефонный код — 3734. Код КОАТУУ — 7321080101.

## История
В 1946 г. Указом ПВС УССР село Багринешты переименовано в Багриновку.
До 2020 года село входило в Глыбокский район